# Andrew Breitbart

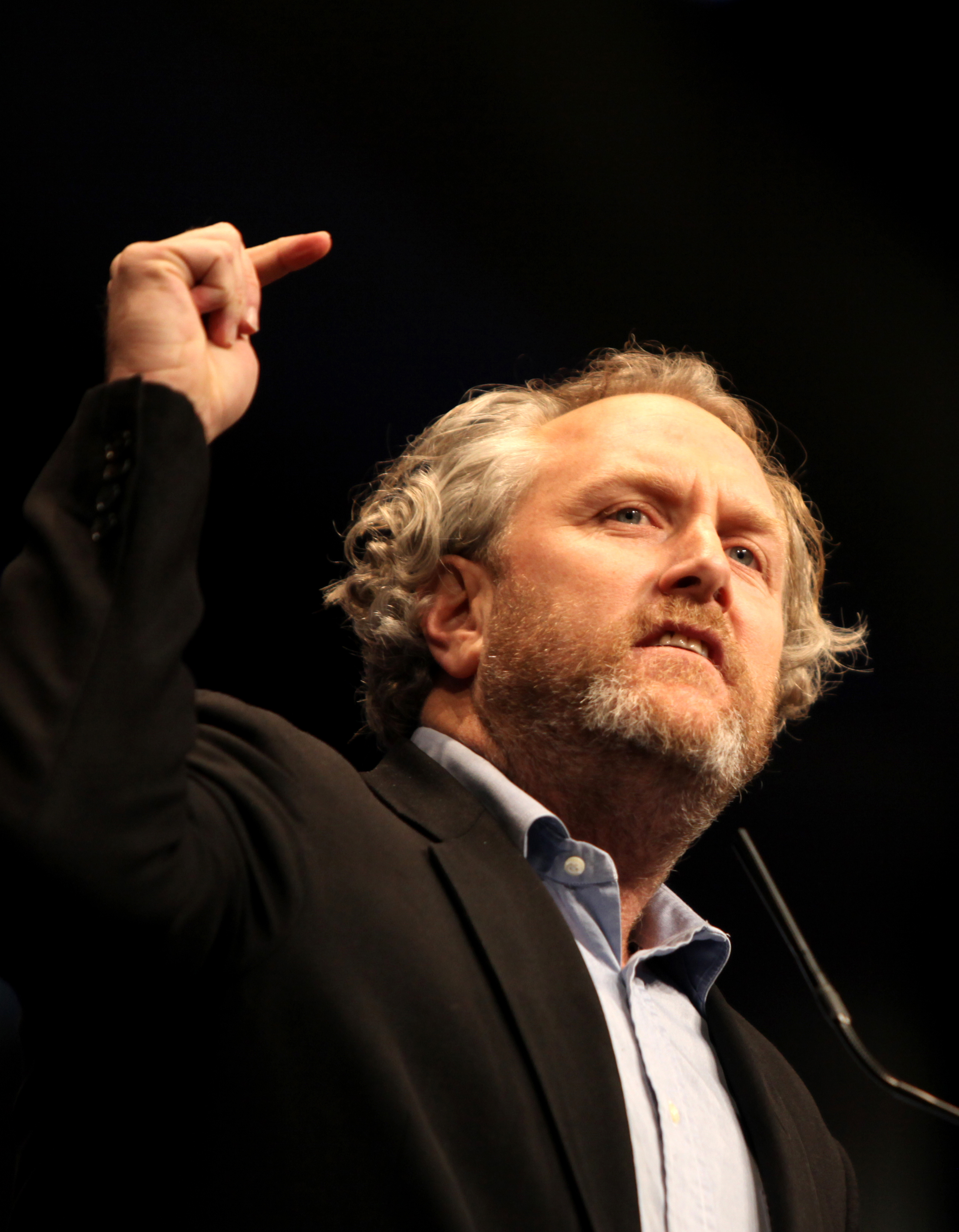
Andrew Breitbart auf der Conservative Political Action Conference in Washington D.C. am 10. Februar 2012

Andrew Breitbart (* 1. Februar 1969 in Westwood, Los Angeles, Kalifornien; † 1. März 2012 ebenda) war ein US-amerikanischer konservativer Herausgeber, Blogger und Aktivist.

## Leben
Breitbart wuchs als Adoptivsohn von Gerald und Arlene Breitbart in einer jüdischen Familie auf. Er studierte an der Tulane University mit einem Bachelor-Abschluss in American Studies 1991.
Er war früher Mitarbeiter der Website Drudge Report und 2005 Mitbegründer der (damals noch vornehmlich konservativen) Onlinezeitung The Huffington Post sowie der Website Breitbart News.
Mit seinen eigenen Websites (u. a. biggovernment.com, bigpeace.com, bigjournalism.com, breitbart.tv) wurde Breitbart als Kämpfer gegen die amerikanischen „Liberalen“ und Linken bekannt. Aufmerksamkeit erregte vor allem sein Engagement für die Enthüllung diverser politischer Skandale, so dem um Kongress-Abgeordneten Anthony Weiner (Demokraten), der schließlich zu dessen Rücktritt führte, um die Entlassung der afroamerikanischen Mitarbeiterin im Landwirtschaftsministerium Shirley Sherrod, mit der er sich bis zu seinem Tod in einem Rechtsstreit befand, und dem um die Hilfsorganisation ACORN, die schließlich zu deren Niedergang führte. In allen Fällen hatte Breitbart Medienmaterialien an die Öffentlichkeit gebracht, die im Fall ACORN aber nach einem Bericht des kalifornischen Generalstaatsanwalts stark und sinnentstellend zusammengeschnitten waren. Die New York Times nahm ihre auf dem Material basierenden Berichte zurück. Breitbart trat auch oft beim Fox News Channel als Kommentator auf.
Breitbart starb 2012 im Alter von 43 Jahren unerwartet an einem Herzinfarkt. Er wurde auf dem jüdischen Friedhof Hillside Memorial Park in Culver City beerdigt.
Die republikanischen Präsidentschaftskandidaten Rick Santorum, Mitt Romney und Newt Gingrich lobten Breitbart. Santorum nannte Breitbarts Tod einen großen Verlust. Romney nannte ihn einen furchtlosen Konservativen.
Eine filmische Dokumentation über ihn mit dem Titel Hating Breitbart wurde am 19. Oktober 2012 veröffentlicht.
Sein Breitbart News Network wurde nach seinem Tod von Stephen Bannon übernommen und zu dem bedeutendsten Publikationsmedium der weit rechts stehenden Alt-Right ausgebaut.